# Вишній Волочок
Ви́шній Волочо́к (рос. Вышний Волочёк) — місто у Тверській області Росії. Входить до самостійного муніципального утворення області — «міський округ Вишній Волочок», також у місті розташований адміністративний центр Вишньоволоцького муніципального району Тверської області. Засноване в 1471. Отримало статус міста у 1770.
Місто розташоване на північно-східній околиці Валдайської височини, на річці Цні, у 119 км на північний захід від Твері. У Вишньому Волочку має витік річка Тверця.
Вишній Волочок знаходиться на 297 км федеральної автостради «Росія» (Москва — Санкт-Петербург), є залізнична станція.

## Історія
Поселення вперше згадується у 1437 році, як місто, через яке прослідувала делегація Московської митрополії на Флорентійський собор. Цей факт відбито і в написаному тоді ж «Ходінні на Флорентійський собор». На думку В. М. Татищева, літописні джерела свідчать про те, що Вишній Волочок уперше згаданий під 1135 р.. Стародавній волок, за яким місто отримало назву, згадується в Московському літописному зводі кінця XV століття під 1196 роком: А Ярославъ княжа в Торжьку, и по волости тои и дани поима и по верхъ Мъсты за волоком дани поима. Щоправда, з тексту літописів не завжди вдається встановити, який з численних давньоруських волоків мається на увазі.
Перша загальновизнана літописна згадка Вишнього Волочка належить до 1471 року — у Воскресенському літопису.
Місто виникло на водорозділі двох водозбірних басейнів — Балтійського і Каспійського. Вантажі зі сторони Волги підіймалися річкою Тверця до Ніколо-Столбенської пристані, розвантажувалися і гужовим транспортом перевозилися до річки Цна. Там товари знову вантажили на судна і водним шляхом йшли до Великого Новгорода. Місце суходільної перевалки й отримало назву «Волок» чи «Волочок». Прикметник «Вишній» доданий для того, щоб відрізняти від «Нижнього» Волока, прокладеного в обхід Боровицьких порогів нижче за течією річки Цна — озеро Мстино — річка Мста.
Волок із Тверці в Цну входив до складу Новгородської землі.
Найсуттєвіші події в історії Вишнього Волочка почалися у 1703, коли Петро Перший вирішив створити регулярну систему каналів для водного сполучення між басейнами різних морів. У січні 1703 він підписав указ про будівництво каналу на місці волока між Цною і Тверцею. Будівництво велося за проектом голландських майстрів і загальним наглядом князя Матвія Петровича Гагаріна, що пізніше став сибірським губернатором і був повішеним за зловживання владою і казнокрадство на цій посаді. Будували канал зігнані з усієї Росії кріпаки, що, природно, істотно здешевляло будівництво.
До 1708 була побудована гідросистема, що складається з Тверецького (Гагарінського) каналу, що з'єднує Тверцю і Цну, а також шлюзи на Цні для вирівнювання рівнів води. У 1709 відкрилося наскрізне судноплавство з Волги в Ільмень.
У 1770 році отримав статус повітового міста Новгородської губернії.
Через Вишній Волочок у 1849 пройшла Миколаївська залізниця, яка взяла на себе більшу частину вантажопотоку. А водне сполучення поступово перемістилося у зручнішу Маріїнську водну систему, нині Волго-Балтійський водний шлях. До початку 1890 -х років транзитний рух по Вишнєволоцькій водній системі повністю припинився, і вона використовувалася тільки для місцевого руху, а також для лісосплаву. Хоча систему ще двічі реконструювали після цього, у 1920 -і і у 1940 -ті роки, вона в даний час практично не має ніякого значення для судноплавства.

## Відомі мешканці
- Петро Анжу — адмірал російського флоту, дослідник Арктики.
- Іван Вишнеградський — російський вчений, фахівець в області механіки, державний діяч. Основоположник теорії автоматичного регулювання, почесний член Петербурзької АН з 1888 року, у 1887–1892 рр. — міністр фінансів Російської імперії
- Валентина Гаганова — новатор виробництва, бригадир прядильної фабрики Вишнєволоцького бавовняного комбінату, Герой Соціалістичної Праці.
- Сергій Глазенап — російський і радянський астроном, почесний член АН СРСР (1929).
- Іван Дмитрієв (1915—2003) — російський актор. Народний артист СРСР (1980).
- Микола Ердман — радянський російський драматург, сценарист. Лауреат Сталінської премії другого ступеня (1951).
- Сергій Кусевицький — російський і американський диригент.
- Катерина Фурцева — радянський державний і партійний діяч, міністр культури СРСР у 1960—1974 рр., депутат Верховної Ради СРСР 3,4,5,7,8 скликань.
- Ірина Аркадьєва (1929—2016) — радянська і російська театральна актриса і режисер.
- Ковтун Тетяна Іванівна (*1943) — український кінознавець, редактор, педагог.

## Галерея
|  |  |  |  |

|  |  |  |

|  |  |  |